# Borstvoedingsbeha
Dit overzicht is mogelijk incompleet; u kunt helpen door het uit te breiden.
Een borstvoedingsbeha of voedingsbeha is een bustehouder die de drager toelaat om borstvoeding te geven zonder de beha uit te doen. Een dergelijke beha bestaat uit cups met afneembaar voorpand. Vaak biedt een voedingsbeha bovendien meer ondersteuning middels bredere schouderbandjes.
Voor de uitvinding van de voedingsbeha bestonden er al jurken, onderhemden en korsetten met een opening ter hoogte van de borst.